# Solta-asa
Solta-asa, formigueiro-solta-asa ou solta-asa-do-sul (nome científico: Hypocnemoides maculicauda) é uma espécie de ave pertencente à família dos tamnofilídeos. Ocorre na Bolívia, Brasil e Peru.
Também é conhecido no Brasil como solta-asa-do-sul, para diferenciar da espécie do mesmo gênero Hypocnemoides melanopogon, que se chama solta-asa-do-norte.
Seu nome popular em língua inglesa é "Band-tailed antbird".